# Jakob Andreä
Jakob Andreä (ur. 25 marca 1528 w Waiblingen, zm. 7 stycznia 1590 w Tybindze) – niemiecki teolog luterański, inicjator dzieła zjednoczeniowego, które doprowadziło do powstania Formuły zgody.

## Życiorys
Jakub Andreä, po okresie nauki w Pædagogium w Stuttgarcie, w latach 1541–1546 studiował teologię na Uniwersytecie w Tybindze. Rok później został diakonem w Stuttgarcie, jednak w 1548 roku, po wprowadzeniu Interim augsburskiego, musiał opuścić miasto i udać się do Tybingi, gdzie został diakonem w kościele kolegiackim św. Jerzego. W 1553 roku uzyskał tytuł doktora teologii, został pastorem, a później superintendentem generalnym w Göppingen. Działał na rzecz Kościoła ewangelickiego, pomagając wprowadzać reformację w wielu miejscach. W 1557 roku uczestniczył w sejmach we Frankfurcie i Ratyzbonie, był też obecny na konferencji w Wormacji. W 1559 uczestniczył w sejmie w Augsburgu, w 1560 roku przeprowadzał wizytację kościelną w Lauingen (Donau), w 1561 roku odwiedził Erfurt i jesienią tegoż roku, wraz z kanclerzem Tybingi Jakobem Beurlinem, udał się do Francji, gdzie uczestniczył w religijnym spotkaniu w Poissy. 
Beurlin zmarł w Paryżu, a Andreä został profesorem teologii, proboszczem i kanclerzem Tybingi. W 1563 roku udał się do Strasburga, gdzie dyskutował z reformowanym teologiem Hieronimem Zanchiuszem na temat nieutracalności łaski, w 1564 roku uczestniczył w konferencji w Bebenhausen, gdzie poddano ocenie Katechizm Heidelberski, a także w spotkaniu w Maulbronn. W 1568 roku książę wysłał go do Brunszwiku-Wolfenbüttel, gdzie miał pomóc wprowadzić reformację i opracować porządek kościelny. W tym samym czasie, wraz z Martinem Chemnitzem i Nikolausem Selneckerem i innymi teologami z północnych Niemiec, podjęli próbę osiągnięcia porozumienia w kwestiach wyznaniowych. Tak zaczął się najważniejszy okres życia Jakoba Andreä, praca nad Formułą zgody.
Andreä planował sporządzić wyznanie wiary, które byłoby do zaakceptowania przez wszystkich ewangelików, uważając, że konieczne jest wyjaśnienie różnie interpretowanych zapisów Wyznania augsburskiego. Już w 1567 roku przedstawił swoją propozycję wyznania, składającego się z pięciu krótkich artykułów. Andreä podróżował po Niemczech, próbując przekonać teologów do swoich artykułów. Jednak ani zwolennicy Flaciusa, ani filipiści, nie chcieli zaakceptować tego wyznania i spotkanie w maju 1570 roku nie przyniosło spodziewanych skutków. Andreä zmienił więc stanowisko. Nie planował już doprowadzić do kompromisu, ale wyraźnie zarysować granicę pomiędzy luteranizmem a zwinglianizmem czy kalwinizmem; filipiści i inni odstępcy od czystego luteranizmu mieli być odrzuceni. Wygłosił sześć kazań na temat zaistniałego rozdarcia, i w ciągu dwóch następnych lat opublikował je. Kopie zostały rozesłane do księcia Juliusza, Chemnitza, Chytraeusa i innych. Później przesłał nowy dokument w formie tez i antytez, zwany Zgodą szwabską, przyjęty przez wydział teologiczny z Tybingi i konsystorz Stuttgartu, do teologów z północnych Niemiec. Wprowadzono do niego zmiany, w wyniku których powstała Zgoda szwabsko-saksońska. Na konwencie w Torgawie połączono ten dokument z opracowaną przez Lucasa Osiandra i Balthasara Bidembacha Formułą maulbrońską, i 28 maja 1576 roku opublikowano Księgę z Torgawy. W marcu 1577 roku Andreä, Selnecker i Chemnitz spotkali się w klasztorze Bergen koło Magdeburga w celu ponownej rewizji dokumentu. Tak opracowany tekst, zwany Księgą z Bergen, nazwano Formułą zgody i opublikowano 25 czerwca 1580 roku w Księdze zgody.
Po zakończeniu prac nad Formułą zgody Andreä kontynuował działalność reformacyjną, wizytował zbory, brał udział w sporach teologicznych. W marcu 1586 roku w Mümpelgart dyskutował z Teodorem Bezą na temat m.in. Wieczerzy Pańskiej, osoby Chrystusa, predestynacji czy chrztu.

## Wybrane dzieła
Jakob Andreä napisał ponad 150 dzieł. Do najważniejszych należą:
- Refutatio criminationum Hosii (Tübingen, 1560)
- De duabus naturis in Christo (1565)
- Bericht von der Ubiquität (1589)
- De instauratione studii theologici, De studio sacrarum literarum